# Anna Paulowna
Anna Paulowna este o comună și o localitate în provincia Olanda de Nord, Țările de Jos. Numele provine de la Polderul Anna Paulowna, secat în 1846 în timpul domniei lui Wilhelm al II-lea al Țărilor de Jos și numit în onoarea soției acestuia, Regina Ana Pavlovna de Rusia.

## Localități componente
Anna Paulowna, Breezand, Nieuwesluis, Van Ewijcksluis, Wieringerwaard.